# Арноглосс Кесслера
Арноглосс Кесслера, или средиземноморская арноглосса, или камбала Кесслера (лат. Arnoglossus kessleri), — вид лучепёрых рыб из семейства ботовых.

## Описание
Максимальная длина тела 10 см. Окраска глазной стороны серовато-желтоватого цвета с мелкими чёрными точками и пятнами на голове, туловище и лучах непарных плавников. Слепая сторона — светлая. Тело овально-продолговатой формы, относительно высокое, сильно сжато с боков. Тело целиком покрыто довольно крупной, легко спадающей чешуей, которая распространяется и на голову, за исключением челюстей и участков вокруг ноздрей. Оба глаза находятся на левой стороне головы. Зубы на челюстях мелкого размера, без клыков. Концы передних лучей свободные. Спинной плавник начинается впереди глаз, его передние лучи не удлинены. 10 передних лучей подогнуты в спокойном состоянии на слепую (правую) сторону тела. Парные плавники на левой стороне длиннее, чем на правой стороне. Брюшные плавники находятся на самом конце мысообразного выступа.

## Ареал
Восточная часть Средиземного моря и Чёрное море. В Чёрном море встречается вдоль юго-западного и юго-восточных берегов Крыма (Евпатория, Севастополь, Феодосия и др.). Водится также у берегов Болгарии, Кавказа.

## Биология
Обитает в придонных слоях шельфовой зоны вблизи морского побережья у дна. Предпочитает участки моря с соленостью воды в 18-20 ‰. Встречается на глубине от 3 до 65 м (обычно около 20 м). Предпочитает песчаные и песчано-галечные грунты. Зимует на глубине. Ранней весной подходит к берегу для нагула и размножения. Нерест порционный, длится с июня до середины сентября в прибрежной полосе на глубине 3—7 м. Самки откладывают икру на дно. Икринки всплывают в толщу воды, где и происходит их развитие. По мере роста и развития мальков происходит трансформация их тела от обычного для рыб в положение тела на дне на правом боку, при котором оба глаза перемещаются на левый бок головы. Это сопровождается переходом от пелагического к придонному образу жизни и питание от планктонного к бентосному.

## Охрана
Вид занесён в Красную книгу Украины (2009). Численность малая. В отдельные годы встречаются одиночные особи. Причины изменения численности: загрязнение акватории Чёрного моря, вылов неводами без выделения среди прочих рыб в улове.